# Sarita Choudhury

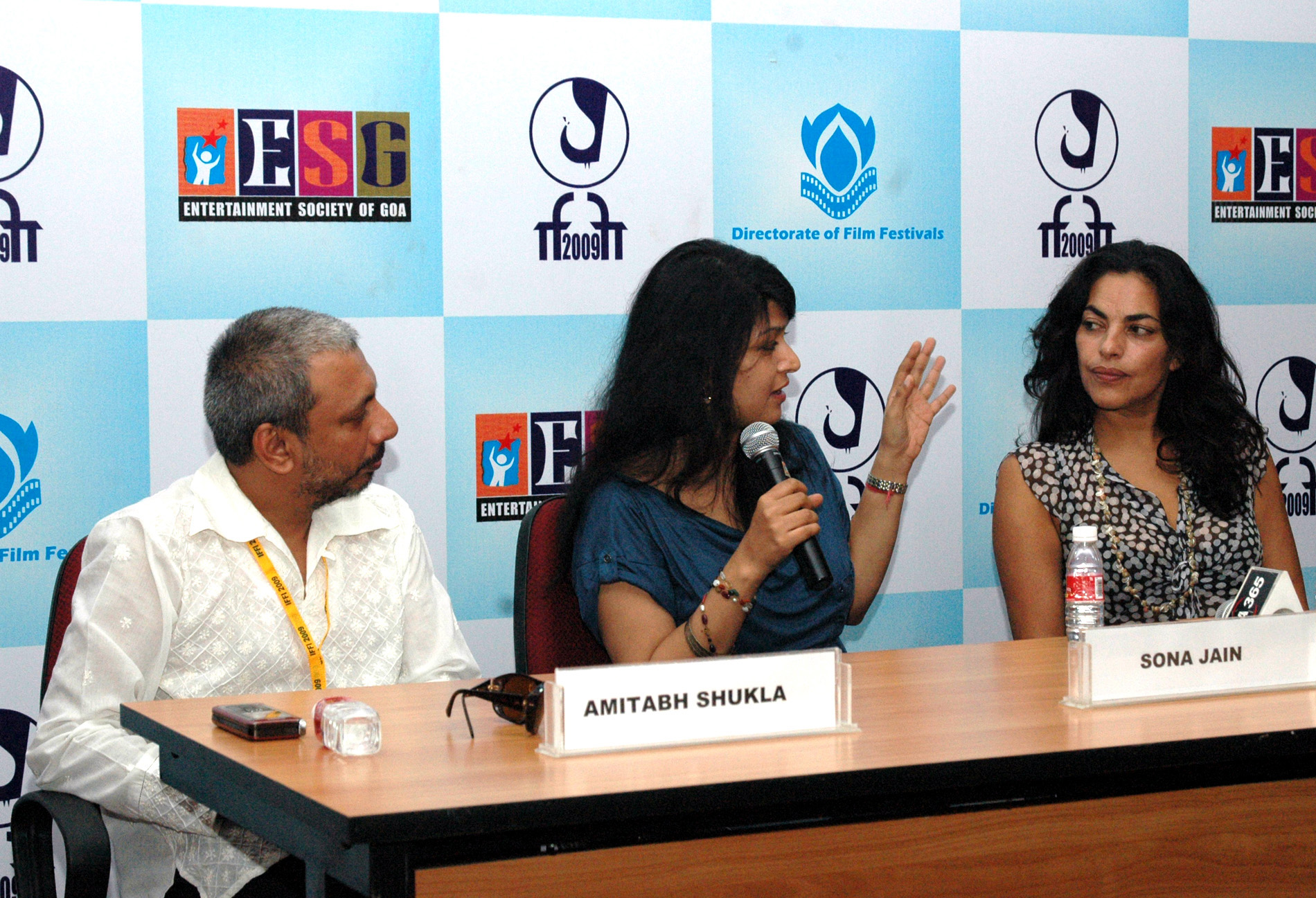
Amitabh Shukla, Sona Jain i Sarita Choudhury (2009)

Sarita Catherine Louise Choudhury (ur. 18 sierpnia 1966 w Londynie) – brytyjska aktorka pochodzenia indyjskiego.

## Filmografia
- Mississippi Masala (1991) jako Mina
- Wild West (1992) jako Rifat
- Dom dusz (The House of the Spirits, 1993) jako Pancha
- Fresh Kill (1994) jako Shareen
- Down Came a Blackbird (1995) jako Myrna
- Rodzina Perezów (The Perez Family, 1995) jako Josette
- Kamasutra (Kama Sutra: A Tale Of Love, 1996) jako Tara
- Dinner Party (1997) jako Rosie
- Morderstwo doskonałe (A Perfect Murder, 1998) jako Raquel Martinez
- Gloria (1999) jako Angela
- Come On (2000) jako Sarita
- Trzecia rano (3 A.M., 2001) jako Box
- Trigger Happy (2001) jako Alison
- Zaczyna się od pocałunku (Just a Kiss, 2002) jako Colleen
- Refuge (2002) jako Dziewczyna
- Rhythm of the Saints (2003) jako Mariela
- Wszystko w rodzinie (It Runs in the Family, 2003) jako Suzie
- Ona mnie nienawidzi (She Hate Me, 2004) jako Song
- Marmalade  (2004)
- The Breakup Artist (2004) jako Mona
- The War Within (2005) jako Farida
- Kobieta w błękitnej wodzie (Lady in the Water, 2006) jako Anna Ran
- Przypadkowy mąż (The Accidental Husband, 2008) jako Sunny
- Między nami (Entre nos, 2009) jako Preet
- For Real (2009) jako Priya Singh
- Aazaan (2011) jako Menon
- Generation Um... (2012) jako Lily
- Midnight’s Children jako Premier
- Czas na miłość (Admission, 2013) jako Rachael
- Innocence (2013) jako Vera Kent
- The Disinherited (2014) jako Anna
- Nauka jazdy (Learning to Drive, 2014) jako Jasleen
- Igrzyska śmierci: Kosogłos. Część 1 (The Hunger Games: Mockingjay – Part 1, 2014) jako Egeria
- Roman Buildings (2014) jako Sarita
- Igrzyska śmierci: Kosogłos. Część 2 (The Hunger Games: Mockingjay – Part 2, 2015) jako Egeria
- Sweets (2015) jako Sweets
- Hologram dla króla (A Hologram for the King[1], 2015) jako Zahra
- After Louie (2017) jako Maggie
- The Last Photograph (2017) jako Hannah
- Ukryte zło (Evil Eye[2], 2020) jako Usha
- W Benidormie pada śnieg (It Snows in Benidorm[2], 2020) jako Alex
- Yang (After Yang[2], 2021) jako Cleo
- Zielony Rycerz. Green Knight (The Green Knight, 2021) jako Matka